# The Divine Comedy
Pour les articles homonymes, voir Divine Comédie (homonymie).
The Divine Comedy est un groupe nord-irlandais de pop orchestrale mené par l'auteur-compositeur-interprète Neil Hannon. Formé en 1989 autour de trois musiciens, le groupe devient en 1993 le projet du seul Neil Hannon. La formation du groupe fluctue autour de musiciens plus ou moins récurrents comme Joby Talbot présent sur la majorité des albums. Le nom du groupe provient de la Divine Comédie de Dante Alighieri.

## Historique
En 1989, une première mouture de Divine Comedy sort l'album Fanfare for the Comic Muse, mais le groupe se sépare aussitôt après. Neil Hannon poursuit seul l'aventure Divine Comedy, avec des apparitions ponctuelles d'autres musiciens au gré des albums.
Recentré sur sa chambre de jeune homme, il enregistre, avec les moyens du bord les chansons qui composeront Liberation. Ce premier « véritable » album sort en 1993 et le personnage facétieux de Neil Hannon connaît un grand succès, particulièrement en France. L'année suivante, son frère jumeau, Promenade sort. Doté d'un peu plus de moyens, il évoque souvent l'univers de Peter Greenaway (et le compositeur de musique de ses films, Michael Nyman), mais laisse une large place à l'art (les paroles de The Booklovers sont une simple suite de nom d'écrivains, les paroles de When The Lights Go Out citent À bout de souffle et incluent même un extrait du dialogue final).
La France craque définitivement, le jeune homme en tirera alors une chanson d'amour amer, The Frog Princess, évoquant ses amours avec une animatrice radio française.
Neil Hannon mettra pourtant deux ans à produire ce troisième album qu'est Casanova. Beaucoup plus ambitieux, il laisse le chanteur plein de doutes, et ce n'est que lors d'une rencontre avec la chanteuse Björk, pour le magazine Les Inrockuptibles, et sur les encouragements de cette dernière, qu'il reprendra confiance en lui. L'album sortira en 1996 et implantera durablement le jeune homme dans le paysage de la pop anglaise de l'époque. Il enchaîne alors avec un mini-album enregistré avec un grand orchestre A Short Album About Love qui sort en 1997. Sept chansons d'amour écrites dans l'urgence, la petite histoire voulant qu'après avoir fait du ski nautique, Neil Hannon comprenne que sa vie ne tenait qu'à un fil, et qu'il ne fallait donc jamais perdre de temps... L'album sera suivi d'une tournée symphonique qui laissera l'artiste et son label exsangues.
En 1998, il signe Fin de Siècle, dernier album pour son label d'origine (les Anglais de Setanta), un album où l'Irlandais a fait visiblement le tour des orchestrations et des univers pompiers. Il sera reçu timidement par la critique, le poussant à une grande remise en cause, qui donnera Regeneration.
En 2001, Neil Hannon souhaite que The Divine Comedy devienne un vrai groupe et que chacun puisse s'exprimer. C'est ainsi que le groupe sort un album plus commun, Regeneration, produit par Nigel Godrich, producteur de Radiohead, avec une grande place laissée aux guitares. Paradoxalement, cet album marque la fin du groupe. Hannon se rend compte qu'il souhaite écrire une musique très orchestrée, incompatible avec une configuration de groupe dans laquelle tout le monde s'exprime. Il dissout alors le groupe et continue seul (tout en conservant le même nom de groupe).
En 2004, sort Absent Friends (écrit entre 2001 et 2003), qui renoue avec le style des années 90 du groupe. Hannon le vit comme un retour aux sources. On peut également noter la présence de Yann Tiersen sur le morceau Sticks and stones. En 2006 sort l'album Victory for the Comic Muse, dont le nom fait référence au roman Avec vue sur l'Arno (« I have won a great victory for the comic muse »). Hannon interprète par ailleurs en 2005 So Long, and Thanks For All The Fish  de la bande son originale de H2G2 : le Guide du voyageur galactique composée par son ami Joby Talbot.
The Divine Comedy a ensuite publié ses trois albums suivants sur le label DC Records : Bang Goes the Knighthood en 2010, Foreverland en 2016 et le double album Office Politics en 2019.
Neil Hannon signe ensuite en son seul nom les musiques ou chansons de film de LOLA (2022), réalisé par Andrew Legge, et de Wonka de Paul King (2023).
En décembre 2024, Neil Hammon communique sur les réseaux sociaux à propos d’un nouvel album en cours d’enregistrement aux studios Abbey Road, et qui devrait être publié fin 2025. 
En avril 2025, la sortie d'un nouvel album Rainy Sunday Afternoon est annoncé pour le 19 septembre 2025. Un disque bonus de 13 titres intitulé Live in Paris & London accompagnera certaines éditions. Le simple Achilles est publié dans la foulée le 8 avril. Un second extrait intitulé The Last Time I Saw the Old Man parait le 22 juillet.

## Musiciens

### Musiciens actuels et anciens
- Bryan Mills
- Chris Worsey
- Grant Gordon
- Ivor Talbot
- Joby Talbot
- John Allen
- John McCullagh
- Kevin Traynor
- Miggy Barradas
- Natalie Box
- Rob Farrer
- Simon Little
- Stuart 'Pinkie' Bates
- Lucy Wilkins
- John Evans

## Discographie

### Albums studios
- Fanfare for the Comic Muse (07/1990)
- Liberation (16/08/1993)
- Promenade (28/03/1994)
- Casanova (29/04/1996)
- A Short Album About Love (10/02/1997)
- Fin de siècle (31/08/1998)
- Regeneration (12/03/2001)
- Absent Friends (29/04/2004)
- Victory for the Comic Muse (19/06/2006)
- Bang Goes the Knighthood (31/05/2010)
- Foreverland (02/09/2016)
- Office Politics (07/06/2019)
- Rainy Sunday Afternoon (à paraître le 19/09/2025)

### Compilations & Live
- La Cigale 6-11-93 (02/05/1994) - Concert Live
- A Secret History... The Best of the Divine Comedy (30/08/1999) - Compilation
- Live at Somerset House (17/07/2010) - Concert Live
- Loose Canon - Live in Europe 2016-2017 (16/02/2018) - Concert Live
- Venus, Cupid, Folly and Time: Thirty Years of The Divine Comedy (21/08/2020) (Coffret 24CD inclus tous les albums studio remastérisés, faces B, demos, versions alternatives, live, inédits, dont 1 double-CD "Juveneilia" contenant des archives sonores) - Compilation
- Charmed Life: The Best of the Divine Comedy (04/02/2022) - Compilation

### Singles
- Something for the Weekend (1996)
- Becoming More Like Alfie (1996)
- Comme beaucoup de messieurs (version française de Becoming More Like Alfie, avec Valérie Lemercier - 1996)
- The Frog Princess (1996)
- Everybody Knows (Except You) (1997)
- Generation Sex (1998)
- The Certainty of Chance (1998)
- National Express (1999)
- The Pop Singer's Fear of the Pollen Count (1999)
- Gin Soaked Boy (2000)
- Love What You Do (2001)
- Bad Ambassador (2001)
- Perfect Lovesong (2001)
- Come Home Billy Bird (2004)
- Absent Friends (2004)
- Diva Lady (2006)
- To Die a Virgin (2006)
- A Lady Of A Certain Age (2006)
- The Age Of Revolution (2009)
- At The Indie Disco (2010)
- I Like (2010)
- Catherine The Great (2016)
- How Can You Leave Me On My Own (2016)
- To the Rescue (2017)
- Queuejumper (2019)
- Norman and Norma (2019)
- Infernal Machines (2019)
- Don't Mention the War (2019)
- The Best Mistakes (2021)
- Home For The Holidays (2021)
- Achilles (2025)
- The Last Time I Saw the Old Man (2025)

### EP
- Timewatch (1991)
- Europop (1992)
- Indulgence No.1 (1993)
- Indulgence No.2 (1994)
- Bavarian EP (2005) (téléchargeable sur le site officiel)

### DVD
- Live At The Palladium (2004)

### Autres Projets
- The Duckworth Lewis Method (2009)
- Cathy, collaboration avec Rodrigo Leão (2009)
- Army of Tears, collaboration avec Cathy Davey (2010)
- Sticky Wickets (2013), par The Duckworth Lewis Method

Neil Hannon a également composé diverses chansons pour d'autres interprètes, dont Jane Birkin (album Fictions en 2006) et Tom Jones (album Reload en 1999). Aussi comme interprète dans les chœurs de No Regrets de Robbie Williams, avec Neil Tennant.